# Tuczarnia motyli
Tuczarnia motyli – powieść dla dzieci Marcina Szczygielskiego wydana przez Wydawnictwo Bajka w 2014 r. Druga część cyklu o przygodach Majki.

## Fabuła
Akcja drugiej części Czarownica piętro niżej rozgrywa się zimą. W Warszawie znowu następuje kataklizm, tym razem związany z niespotykanymi, ogromnymi opadami śniegu. Śnieżne zaspy sięgają już drugiego piętra budynków, mieszkańcy poruszają się wydrążonymi pod nimi tunelami, a jedynym działającym środkiem transportu jest metro. Ponieważ szkoły zostają zamknięte, rodzice ponownie wysyłają Maję do ciabci. Dziewczynka tym razem przyjmuje ich decyzję z radością, gdy jednak po dwóch dniach podróży dociera do Szczecina, okazuje się, że nic nie jest takie, jak zapamiętała z wakacji. Ciabcia i jej siostra Monterowa na skutek magicznej pomyłki zanadto się odmłodziły – pierwsza jest teraz równolatką Mai, a druga wygląda jak czteroletnie dziecko. Zaśnieżony ogród wydaje się Majce przygnębiający, w dodatku Foksi zapadła w sen zimowy, kotu nie chce się ruszać z łóżka, a Zdradliwe Lilie – hodowane przez ciabcię czarodziejskie człekokształtne rośliny kontrolujące czas – zostały skradzione. Maja postanawia zostać detektywem i odnaleźć sprawcę kradzieży. Podczas śledztwa trafia do starej, opuszczonej szklarni stojącej niedaleko ciabcinego ogrodu. Tam za sprawą zaklęcia dziewczynka zostaje pomniejszona do wielkości zapałki i wpada w sam środek stuletniej wojny, prowadzonej przez zamieszkujące Świat Oranżerii cztery motylołackie rody. Uwikłana w polityczny konflikt Maja stara się pogodzić zwaśnione strony, a przy okazji odkrywa, że powstanie Świata Oranżerii jest bezpośrednio związane z tajemnicą zniknięcia jej praprapraprababki Niny – najpotężniejszej czarownicy w historii rodziny.

## Przesłanie
Powieść Tuczarnia motyli przede wszystkim opowiada o zasadach, którymi rządzi się polityka i tłumaczy młodym czytelnikom, czym jest demokracja. Drugim wiodącym wątkiem książki jest relatywizm upływu czasu i pojęć związanych z wiekiem i wielkością. Maja – buntująca się przeciw nowej roli starszej siostry i temu, że choć jej rodzice twierdzą, iż stała się „większa”, to zarazem wciąż jest za mała, żeby decydować o sprawach, które jej dotyczą – nagle okazuje się starsza od swojej ciotecznej babki, a zarazem mniejsza od zapałki.

## Nagrody i wyróżnienia
- 2015 – Nagroda Główna w VII Konkursie Literatury Dziecięcej im. Haliny Skrobiszewskiej i umieszczenie powieści na Liście Skarbów Muzeum Książki Dziecięcej[12].

## Informacje dodatkowe
Powieść Tuczarnia motyli w 2015 r. otrzymała nominację do nagrody głównej w konkursie literackim Książka Roku IBBY 2015.
Autorką projektów okładek oraz ilustracji we wszystkich tomach cyklu przygód Majki jest Magda Wosik.